# Torre di Ruggiero
Torre di Ruggiero é uma comuna italiana da região da Calábria, província de Catanzaro, com cerca de 1.346 habitantes. Estende-se por uma área de 24 km², tendo uma densidade populacional de 56 hab/km². Faz fronteira com Capistrano (VV), Cardinale, Chiaravalle Centrale, San Nicola da Crissa (VV), Simbario (VV), Vallelonga (VV).

## Demografia
| Variação demográfica do município entre 1861 e 2011                               |
|                                                                                   |
| Fonte: Istituto Nazionale di Statistica (ISTAT) - Elaboração gráfica da Wikipedia |